# Anthemis anthemiformis
Anthemis anthemiformis là một loài thực vật có hoa trong họ Cúc. Loài này được (Freyn & Sint.) Grierson mô tả khoa học đầu tiên năm 1975.